# 유엔 안전 보장 이사회 결의 제702호
유엔 안전 보장 이사회 결의 제702호는 1991년 8월 8일에 분단국가인 대한민국과 조선민주주의인민공화국이 별도의 국가 자격으로 유엔 가입 신청을 유엔 총회에 투표 없이 만장일치로 유엔 총회에 권고한 결의이다. 1991년 9월 17일 제46차 유엔 총회에서 가입안이 통과되었다.

## 동시 가입 이전의 한반도 유일 합법 정부론
1949년 10월 21일 유엔 총회는 대한민국이 한반도 주민 대다수가 거주하고 있는 지역에 대해 효과적인 행정권과 사법권을 갖는 유일한 정부이며, 이 정부는 한반도의 그 지역 유권자들의 자유로운 의사표현과 유엔 임시위원단이 감시한 선거에 기반한 한반도에서 유일한 정부임을 공표했으며, 이에 의거하여 제3차 유엔 총회 결의 제293호를 통과시켰다. 이 결의에 근거하여 대한민국은 대한민국 헌법을 제정하면서 대한민국 헌법 제3조에 대한민국의 영토는 북한 지역까지 포함하는 취지의 내용을 실었다.

## 진행 상황
- 1990년이 되자, 대한민국의 유엔 가입은 거의 실현 단계에 와 있었다. 대한민국 정부는 조선민주주의인민공화국에 따로 유엔 가입신청서를 제출하라고 말한다. 그래서 남북한이 개별 의석으로 유엔에 동시에 가입하자고 말한다.
- 그러자, 1990년 5월 24일에 조선민주주의인민공화국 김일성은 남북한이 유엔에 단일의석으로 가입하자고 말한다.[1]
- 1990년 9월 18일에 조선민주주의인민공화국은 남북한이 유엔에 단일의석으로 가입하자고 제의한다. 그러면서 남북한의 유엔 대표권은 1개월 또는 그 이상의 기간을 주기로 엇바꾸어 행사하거나 공동으로 행사할 수 있을 것이라고 말한다.[2]
- 이에 대해, 대한민국은 남북예멘, 동서독 등 유엔에 개별 의석으로 가입한 후에 통일된 나라들이 있다며, 개별 의석 동시 가입이 분단을 고착화시키지 않는다고 말한다.[2][3]
- 조선민주주의인민공화국이 유엔 동시 가입을 계속 반대하자, 대한민국 정부는 단독 가입으로 입장을 바꾼다. 이에 대해 소련도 지지하게 되고[4], 중국도 반대하지 않는다.[5]
- 이렇듯, 상황이 대한민국의 유엔 단독 가입쪽으로 흘러가자, 1991년 5월 27일에 조선민주주의인민공화국은 유엔 가입신청서를 제출할 것이라고 말하고[6], 7월 8일에 유엔 가입신청서를 제출한다.[7]
- 대한민국도 1991년 8월 5일에 유엔 가입신청서를 제출한다.[8]

## 동시가입
1991년 8월 8일 유엔 안전 보장 이사회 결의 제702호와 1991년 9월 17일 제46차 유엔 총회 결의 제1호를 통해 대한민국과 조선민주주의인민공화국이 유엔에 함께 가입했다.
대한민국 노태우 정부의 북방외교 정책과 더불어 국제적으로 두 개의 한국(두 개의 조선)이 승인되는 계기가 되었다.
유엔에 가입한 직후 남북 기본합의서가 체결되었다.

## 7·4 남북 공동 성명
1972년 7·4 남북 공동 성명을 발표한 직후의 기자회견에서, 대한민국 측 수석대표인 이후락 중앙정보부장은 남북 정부가 유엔에 동시 가입할 것을 주장했다. 한국의 분단 이후 최초로 열린 남북 당국간 회담이었다.
1972년 12월 대한민국에서는 유신헌법을 제정하여, 최초로 통일조항(헌법 제4조)을 포함시켰다. 따지고 보면 영토조항(헌법 제3조)과 배치될 수 있는 규정이다. 이전의 이승만 정부에서는 헌법의 영토조항에 따라 북한을 차지하고 있는 조선민주주의인민공화국은 영토 주권을 침해하는 "소탕"의 대상일 뿐이지, "통일"이란 국가 대 국가라는 메시지를 시사할 수 있었기 때문에, 대한민국 헌법에 위배하는 반동적인 표현으로 간주하였다. "통일"이라는 단어만 사용해도, 공산주의에 동조하는 이적행위로 인식할 정도였다. 그런데, 박정희 정부가 "통일"이라는 표현을 영토 조항 바로 뒤에 삽입하여 인식의 전환을 가져오게 된 것이다.
1973년 6·23 선언에서 대한민국의 박정희는 유엔 동시 가입을 주장했다. 이에 대해 김대중 등 대한민국 내 통일파 세력과 조선민주주의인민공화국 측 수석대표 김영주(김일성의 동생)는 해당 선언이 7·4 남북 공동 성명에 상반된다고 항의했다. 이는 서로 국가승인의 외교적 행위를 하는 것이며, 분단의 영구화를 초래할 것이라고 주장하였다.

## 가입 전
대한민국과 조선민주주의인민공화국이 유엔에 동시에 가입하기 전에는 둘 다 유엔 총회 옵서버 국가였다.

### 가입 노력
- 대한민국은 1949년이래 한국 단독 명의로 5회, 우방국 주도로 5회 가입을 시도하였으나 무산됐다.[10]
- 조선민주주의인민공화국은 1949년 이래 북한 명의로 2회, 소련 제출 결의안으로 2회 가입을 시도하였으나 무산됐다.

## 같이 보기
- 7·4 남북 공동 성명
- 6·23 선언
- 남북 기본합의서
- 북방 정책
- 한국의 재통일
- 한국과 유엔
- 한반도 분단
- 남북한 관계